# Мечеть аль-Хусейна

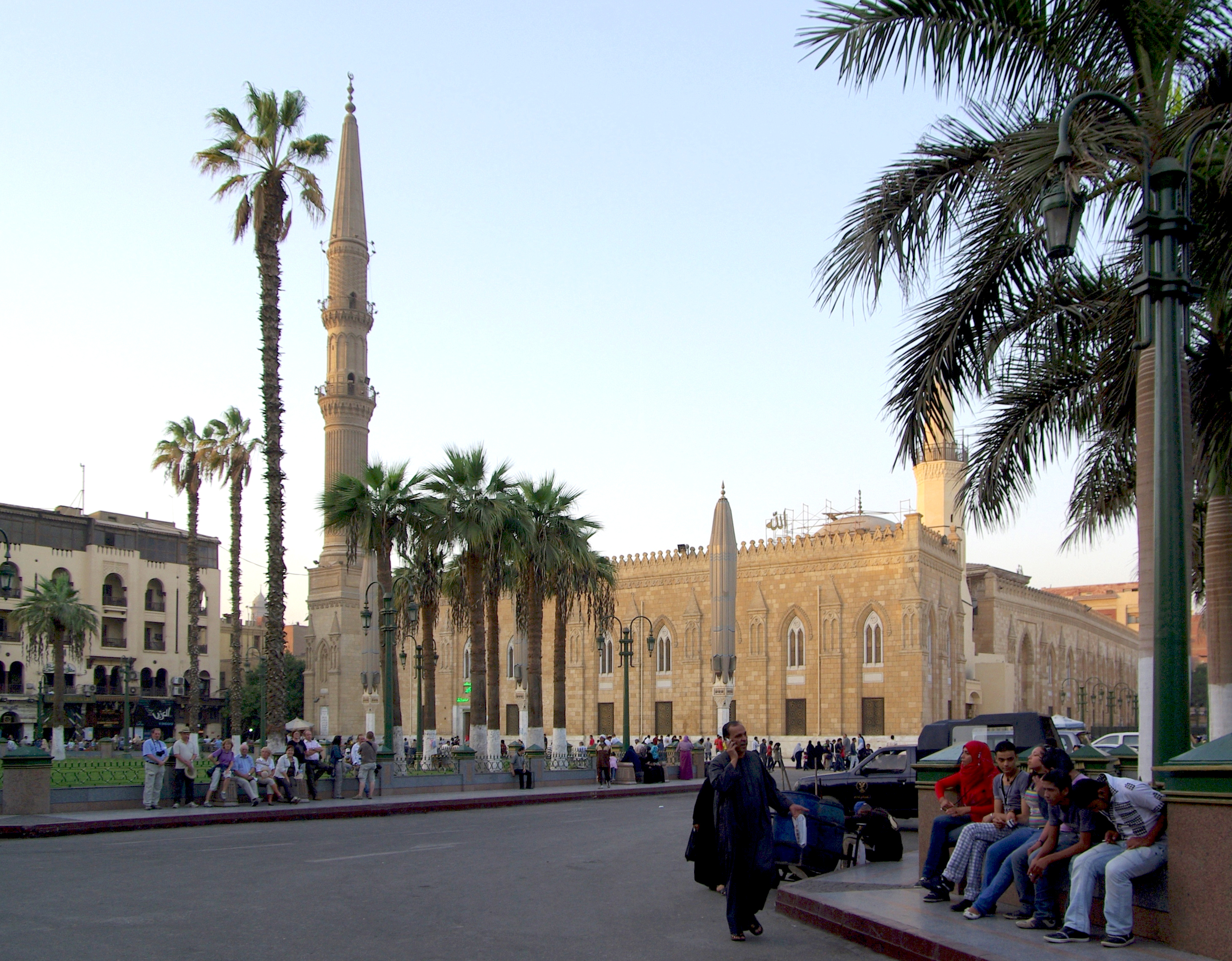
Мечеть аль-Хусейн

Мече́ть аль-Хусе́йн (Мечеть Саййидны аль-Хусейна) — средневековая мечеть в Каире, Египет. Построена в 1154, находится около базара Хан эль-Халили.
Согласно фатимидской традиции, в 985 году 15-й фатимидский халиф Абу Мансур Низар аль-Азиз Биллах проследил местонахождение головы своего прадеда через офис современника в Багдаде. Она оставалась погребённой в святилище Головы Хусейна в Палестине около 250 лет, до 1153.  Был «заново открыт» в 1091 году, когда Бадр аль-Джамали, великий визирь при халифе аль-Мустансире, только что отвоевал этот регион для Фатимидского халифата. После обнаружения он приказал построить на этом месте новую джума-мечеть и мазар.
Мечеть была одним из самых святых исламских мест в Каире, полагают, что она была основана на кладбище халифов Фатимидов, предположение было позже подтверждено во время раскопок. Мечеть была названа во имя внука исламского пророка Мухаммеда Хусейна ибн Али, чья голова по преданию была перенесена в мечеть в Каир в 1153 году и для хранения которой и был построен этот храм. Мавзолей, датируемый 1154 годом, является самой старой частью комплекса.